# 18106 Blume
18106 Blume è un asteroide near-Earth. Scoperto nel 2000, presenta un'orbita caratterizzata da un semiasse maggiore pari a 2,4435502 UA e da un'eccentricità di 0,5123568, inclinata di 4,21995° rispetto all'eclittica.